# Lacanobia ariae
Lacanobia ariae är en fjärilsart som beskrevs av Eugen Johann Christoph Esper 1786. Lacanobia ariae ingår i släktet Lacanobia och familjen nattflyn. Inga underarter finns listade i Catalogue of Life.